# Neal Dow
Neal Dow (Portland, 20 marzo 1804 – Portland, 2 ottobre 1897) è stato un politico e attivista statunitense, famoso per le sue campagne in favore del Proibizionismo, è stato uno dei rappresentanti di spicco del Movimento per la temperanza negli Stati Uniti.

## Biografia
Nato a Portland, figlio di Josiah e sua moglie Dorcas Allen Dow. Entrambi i genitori erano di Il padre Josiah era di fede quacchera, il padre Josiah un contadino originario del New Hampshire, mentre Dorcas apparteneva a una facoltosa famiglia del Maine. Subito dopo il matrimonio, Joasiah intraprese l'attività di conciatore che si rivelò molto redditizia, consentendo al giovane Neal di frequentare prima una scuola quacchera a New Bedford e successivamente la Portland Academy, una scuola privata gestita dal predicatore Reverendo Edward Payson. Pur dimostrando di essere portato per gli studi, al giovane Dow non venne concesso dal padre di proseguire il percorso formativo che ebbe termine nel 1826, quando Dow entrò nell'attività paterna, procedendo a una sostanziale innovazione soprattutto tecnologica, con l'introduzione del motore a vapore nel processo di produzione, primo fra tutti nella città di Portland.

Sebbene adottasse un fervido rispetto per gran parte degli insegnamenti religiosi della sua famiglia, il giovane Dow dimostrò un temperamento molto irascibile e propenso alla rissa, e, quando cominciò ad avere un considerevole introito dalla sua attività, iniziò ad abbigliarsi con abiti di lusso, contrariamente ai dettami della religione quacchera.